# Резанцев, Валерий Григорьевич
Вале́рий Григо́рьевич Реза́нцев (род. 8 октября 1946, Сталиногорск, Московская область) — советский борец классического стиля, двукратный олимпийский чемпион (1972, 1976), Заслуженный мастер спорта СССР (1970), Заслуженный тренер России (1996).

## Биография
Родился в 1946 году на станции Узловая, по документам — в Сталиногорске (ныне Новомосковск, Тульская область). С восьмого класса занимался велоспортом, выполнил норматив мастера спорта. В 1963 году начал заниматься борьбой.
В 1965 году занял пятое месте на спартакиаде ВЦСПС, в 1967 году выиграл первенство СССР среди молодёжи, в 1968 году занял второе месте на турнире имени Поддубного, а в 1969 году — стал победителем этого турнира. В 1970 году выиграл чемпионаты СССР, Европы и мира.
На Летних Олимпийских играх 1972 года в Мюнхене боролся в весовой категории до 90 килограммов. В схватках:
- в первом круге в схватке с Николае Негутом (Румыния) была зафиксирована ничья;
- во втором круге на 3-й минуте тушировал Жана-Мари Шардонне (Швейцария);
- в третьем круге не участвовал;
- в четвёртом круге на 2-й минуте тушировал Кимучи Тани (Япония);
- в пятом круге выиграл на 2-й минуте — тушировал Хокона Кверби (Норвегия);
- в первой встрече в финале по очкам победил Йосипа Чорака;
- во второй встрече в финале по очкам победил Чеслава Квециньского

и стал чемпионом Олимпийских игр.
На Летних Олимпийских играх 1976 года в Монреале боролся в весовой категории до 90 килограммов. В схватках:
- в первом круге выиграл на 8-й минуте у Мишеля Гранье (Франция), ввиду дисквалификации противника;
- во втором круге на 3-й минуте тушировал Петре Дику (Румыния);
- в третьем круге на 4-й минуте тушировал Садао Сато (Япония);
- в четвёртом круге по баллам со счётом 9-3 выиграл у Чеслава Квециньского (Польша);
- в пятом круге схватка со Стояном Николовым (Болгария) закончилась со счётом 6-6 (проигрывая всего за 17 секунд до конца схватки, Валерий Резанцев смог провести приём[2]) и решением судей победа была присуждена Резанцеву, что позволило ему вновь стать чемпионом Олимпийских игр[1].

Валерий Резанцев 98 % своих побед добыл одним и тем же приёмом, который был изобретён Романом Руруа: переводом в партер толчком. Борцы прозвали приём «бычком», он заключался в сбиве в партер мощным ударом-толчком головой, шеей, плечом или грудью.
По словам С. Басова, проигравшего В. Резанцеву на Спартакиаде народов СССР:
«В первый раз он боднул на краю ковра — я вылетел за обкладные маты. Потом ударил на середине… Будто бревно в меня попало… Упал я…»
О манере борьбы В. Резанцева:
Необыкновенно техничен, может провести любой сверхсложный бросок… Не проводит потому, что упрям. Ему когда-то сказали: «Тебя с твоим „бычком“ раскусят на второй неделе!» И он терпеливо ждёт этого уже десятый год подряд. Пока не раскусили…

Он не просто побеждает, он полностью подавляет соперника. Словно прессом, выжимает из него все силы, а потом милостиво кладёт на лопатки. Все мы знаем, что перед нами техничный борец, а он доказывает: соперник не то что бороться — двигаться по ковру не научился.
Выступал в 1968—1970 за «Спартак», в 1971 за Вооружённые силы, с 1972 за «Динамо» (Алма-Ата). Пятикратный чемпион мира (1970, 1971, 1973—1975), трёхкратный чемпион Европы (1970, 1973, 1974), шестикратный чемпион СССР (1970—1975), двукратный чемпион Спартакиад народов СССР (1971, 1975).
После окончания спортивной карьеры в 1976 году приступил к тренерской деятельности, с 1977 года — в составе тренерского штаба сборной СССР. В 1979—1981 годах был заместителем председателя ВФСО «Динамо» Алма-Ата. С 1981 года судья международных соревнований, с 1982 года — судья международной категории «экстра-класса». В конце 1980-х годов переехал в Москву, стал тренировать сборную страны. В 1992 году был тренером Объединённой команды на Олимпийских играх в Барселоне.
В 1972 году окончил Казахский государственный институт физической культуры. Член КПСС с 1977 года.
В течение двадцати лет имя Валерия Резанцева фигурировало в Книге рекордов Гиннесса, как борца с наибольшим количеством и периодом не проигранных встреч и лишь после того, как Александр Карелин в 1995 году выиграл шестой чемпионат мира, он потеснил Валерия Резанцева.
С 2009 года в Таганроге проводится детский турнир на призы Валерия Резанцева. В Новомосковске, Тульской области, ежегодно проходит первенство по греко-римской борьбе в честь двукратного олимпийского чемпиона Резанцева В. Г. Последний турнир прошёл 28—29 октября 2011 года с участием команд из Орла, Калуги, Тулы, Михайлова, Узловой и Донского.
Живёт в Москве.

## Награды и звания
- орден Трудового Красного Знамени (1976)
- два ордена «Знак Почёта» (1970, 1972)[5]
- Почётный гражданин города Новомосковска (2007).